# Calamomyia inustorum
Calamomyia inustorum är en tvåvingeart som först beskrevs av Ephraim Porter Felt 1916.  Calamomyia inustorum ingår i släktet Calamomyia och familjen gallmyggor. Inga underarter finns listade i Catalogue of Life.